# شهرک آب‌وبرق

نمای بلوار هفت تیر از بالای کوه آب‌وبرق

آب‌وبرق منطقه‌ای در وکیل‌آباد و بین بلوار هاشمیه و بلوار صیاد شیرازی می‌باشد که بلوار اصلی آن هفت تیر نام دارد.
این شهرک که با نام کوی آب‌وبرق شناخته می‌شود و در منطقهٔ ۹ شهرداری مشهد واقع است، از پل دانشجو شروع شده و تا کوه‌های آب‌وبرق ادامه دارد که در انتهای آن خیابان شقایق قرار گرفته است. کوه‌های آب‌وبرق منطقه ای نسبتاً زیبا و مناسب برای کوهنوردی است.
بلوار هفت تیر با خیابان‌های صارمی و پیروزی دارای تقاطع است و از خیابان مهم منطقه به حساب می‌آید. کتابخانه مرکزی مشهد، هتل شرکت نفت و پارک لاله در این بلوار قرار دارند. دلیل نام‌گذاری این شهرک واگذاری اراضی آن به کارمندان شرکت آب‌وبرق بوده است. این شهرک از چند محله تشکیل می‌شد، محله ۸۰۰، محله ۱۲۰۰، محله ۶۰۰ و ۴۰۰ که نشان از متراژ زمین‌های واگذاری داشت.
این محله نسبتاً دارای اراضی و ساختمان‌هایی گران‌قیمت است.
برج‌سازی در این محله رواج پیدا کرده که از جملهٔ آن می‌توان به برج آرمیتاژ گلشن به عنوان لوکس‌ترین مرکز خرید و بلندترین برج مشهد و برج باران را نام برد. جواد شهرستانی طراحی شهری محله‌های این شهرک را برعهده داشت و دبستان دکتر شهرستانی، راهنمایی باهنر و دبیرستان سیدرضی مدارس آقایان این محله بود.